# المسطومة
المسطومة قرية سورية تتبع ناحية مركز إدلب في منطقة مركز إدلب في محافظة إدلب. بلغ عدد سكانها 6,243 نسمة في عام 2004 حسب إحصاء المكتب المركزي للإحصاء.

## التاريخ

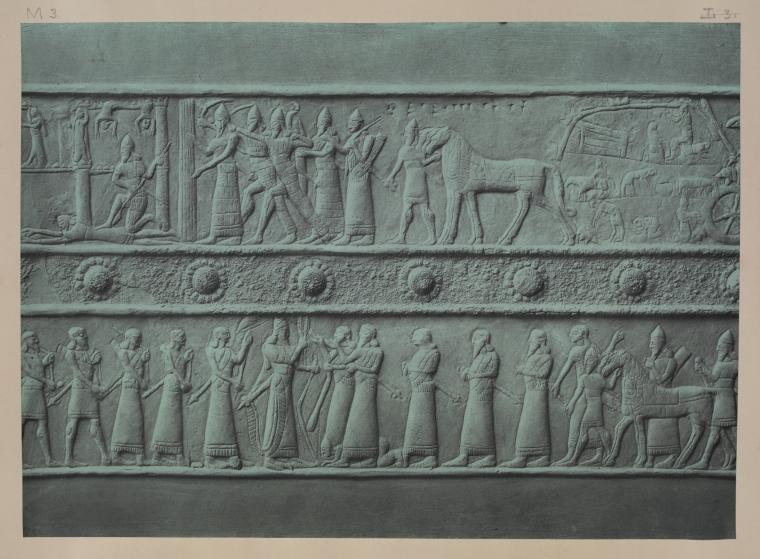
بعض النقوش الموجودة على بوابة بلاوات، والتي تصف غزو الملك الآشوري شلمنصر الثالث لمدينة استاماكو الواقعة بالقرب من المسطومة

تأتي المعلومات التي يقدمها كتاب (من «إيبلا» إلى «إدلب») للباحث «فايز قوصرة» لتؤكد ما قدمه الباحث «مصطفى سماق» حيث يذكر الكتاب وعلى لسان البروفيسور «ناميو إيكاني» رئيس بعثة التنقيب اليابانية: «إن التقنيات التي أجريت على عدة سويات من التل تشير إلى أنه يرجع إلى عصر البرونز ثم إلى عصر الحديد الثاني معاصراً بذلك لمملكتي «حماه» و«إيبلا» كما تشير بعض قطع عظام الأغنام والحمام إلى تربية هذه الحيوانات والاستعاضة بتربيتها عن الصيد كما تشير القطع الفخارية إلى تطور صناعة الفخار عبر الأشكال الجميلة ذات الزخارف الدقيقة».
جغرافيا تقع بين مدينتي إدلب وأريحا وتبعد عن مركز مدينة إدلب 6 كم. يحدها من الشرق على بعد 3 كم قرية قميناس ومن الغرب على بعد 2 كم قرية فيلون.
عدد السكان نسمة عام 2011.

## أهم الموارد الإقتصادية
- الزراعة (التين والزيتون)
- العمالة
- الأشغال (تعهدات أعمال الأشغال)

من معالمها تل المسطومة ويقع في الجهة الشمالية من القرية ومعسكر الطلائع الذي يقع في الجهة الجنوبية للقرية
يوجد في الفرية ثلاث مدارس اثنتان للتعليم الأساسي وواحدة للتعليم الثانوي.